# Strmica
 Ovo je glavno značenje pojma Strmica. Za  naselje u općini Šekovići, BiH pogledajte Strmica (Šekovići, BiH).
Strmica je selo u sjevernoj Dalmaciji, u blizini Knina. Pripada gradu Kninu.

## Naziv
Ime proizilazi od riječi "strm", zato što je smješteno između dvije strme planine, Orlovice i Derala, u ravnici rijeke Butižnice.

## Zemljopis
Kroz Strmicu protječe rijeka Butižnica, kao i njeni pritoci, potoci Mračaj i Bošnjančica (Bošnjakuša).

## Povijest
Strmica se od 1991. do 1995. godine nalazila pod srpskom okupacijom.

## Stanovništvo
Prema popisu stanovništva iz 2011. godine, u selu živi 261 osoba u 144 domaćinstva.
| broj stanovnika | 1193  | 1392  | 1005  | 1179  | 1313  | 1423  | 1313  | 1472  | 1730  | 1833  | 1793  | 1557  | 1280  | 1334  | 268   | 261   | 160   |
|                 | 1857. | 1869. | 1880. | 1890. | 1900. | 1910. | 1921. | 1931. | 1948. | 1953. | 1961. | 1971. | 1981. | 1991. | 2001. | 2011. | 2021. |

## Znamenitosti
- pravoslavna crkva sv. Jovana Krstitelja iz 16. stoljeća[4]
- pravoslavna crkva rođenja Presvete Bogorodice iz 1889. godine (završena 1913. godine)[4]

## Vanjske poveznice
- Stranica posvećena Strmici  Arhivirana inačica izvorne stranice od 24. siječnja 2019. (Wayback Machine)

|  | Portal Hrvatske – Pristup člancima s tematikom o Hrvatskoj. |